# Federația de Fotbal din Laos
Federația de Fotbal din Laos este forul ce guvernează fotbalul în Laos. Se ocupă de organizarea echipei naționale și a altor competiții de fotbal din stat cum ar fi Liga Laos.